# Al-Baraghisi
Al-Baraghisi (arab. البراغيثي) – miejscowość w Syrii, w muhafazie Idlib. W 2004 roku liczyła 1058 mieszkańców.